# Dádra a Nagar Havélí a Daman a Díu
Dádra a Nagar Havélí a Daman a Díu je svazové teritorium v západní části Indie. Vzniklo v lednu 2020 sloučením do té doby odděleně spravovaných teritorií Daman a Díu a Dádra a Nagar Havélí. Jeho souhrnná rozloha je 603 km², což je méně než 0,02 % z rozlohy Indie. Sestává ze 4 oddělených území na pomezí mnohem větších spolkových států Gudžarát a Maháráštra. Všechna tato území byla v minulosti součástí Portugalské Indie.

## Dádra a Nagar Havélí
Dádra a Nagar Havélí jsou dvě malá, spolu nesouvisející území. Od roku 1783 (Nagar Haveli) resp. 1785 (Dadra) patřilo území k Portugalské Indii.
V červenci 1954 převzali moc místní nacionalisté, kteří vytvořili proindickou správu, a protože se Indie zdráhala udělit portugalským jednotkám povolení k průchodu přes indické území (s účelem vzpouru potlačit), trval tento stav až do 11. srpna 1961, kdy Indie území anektovala a oficiálně včlenila jako svazové teritorium do Indie.

## Daman
Distrikt Daman (resp. portugalsky dříve Damão) leží na pobřeží Arabského moře (Indický oceán). Jméno Daman pochází zřejmě od jména zde protékající řeky Damanganga (také Daman Ganga).
Minulost Damanu je těsně spojena s dějinami okolních území, zejména s dějinami státu Gudžarat. Počátkem 16. století pronikají na západní pobřeží Indie Portugalci a zakládají kolonii Portugalská Indie, ke které Daman patřil od roku 1588.

## Díu
Díu patřil od roku 1535 do roku 1961 taktéž k Portugalské Indie. Distrikt Díu je ostrov a malé území na jižním pobřeží státu indického státu Gudžarát, obě části jsou spolu spojeny mostem. Jméno pochází ze sanskrtského výrazu dvipa („ostrov“).

## Základní přehled
Teritorium je rozděleno do 3 distriktů.
| Distrikt             | Rozloha (km²) | Obyvatelstvo (2011) | Hustota zalidnění obyv./km² |
| -------------------- | ------------- | ------------------- | --------------------------- |
| Daman                | 72            | 190 855             | 2 650,76                    |
| Díu                  | 40            | 52 056              | 1 301,40                    |
| Dádra a Nagar Havélí | 491           | 342 853             | 698,27                      |
| CELKEM               | 603           | 585 764             | 971,42                      |